# Schottelenburg
Schottelenburg (Fries: Skottelenburch) is een buurtschap in de gemeente Ooststellingwerf, in de Nederlandse provincie Friesland. Het ligt aan de oostelijke rand van Oosterwolde.
Door de buurtschap loopt de Provinciale weg 919. Naast de oostelijke bewoning (met de gelijknamige boerderij) valt ook de bewoning aan de zijstraat De Poel onder de buurtschap. Doordat de nieuwbouw van het dorp Oosterwolde aan de westkant van de buurtschap is gelegen wordt het niet altijd meer als een eigen plaats beschouwd.